# Nepenthes lamii
Nepenthes lamii este o specie de plante carnivore din genul Nepenthes, familia Nepenthaceae, ordinul Caryophyllales, descrisă de Jebb și Martin Roy Cheek. Conform Catalogue of Life specia Nepenthes lamii nu are subspecii cunoscute.

## Galerie de imagini

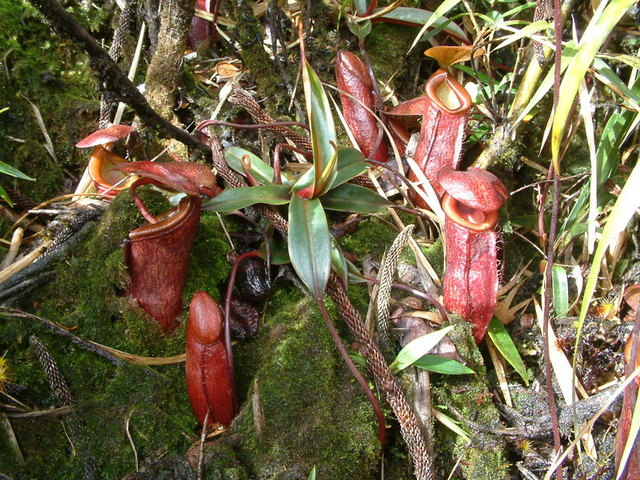